# Катіпунан
Катіпунан (тагал. Katipunan, K.K.K.) повна назва "Найвищий і високоповажний союз синів батьківщини" (тагал. Kataas-taasang, Kagalang-galang Katipunan ng̃ mg̃á Anak ng̃ Bayan) — таємна філіппінська патріотична організація, заснована представниками революційно-демократичного крила помірно-реформаторської «Філіппінської ліги» після її заборони. Організація була створена 7 липня 1892 року для боротьби з іспанським пануванням і зіграла важливу роль в Філіппінській революції. На чолі організації став Андрес Боніфасіо.

## Цікаві факти
Створене в 1816 році одне з перших товариств декабристів називалося «Товариство істинних і вірних синів Вітчизни».
Абревіатура KKK повністю повторює абревіатуру Ку-Клукс-Клану. Ку-Клукс-Клан 1866-1871 роках був організацією білих південців, які боролися проти військової окупації Півдня і засилля північників - «саквояжників». 

## Галерея

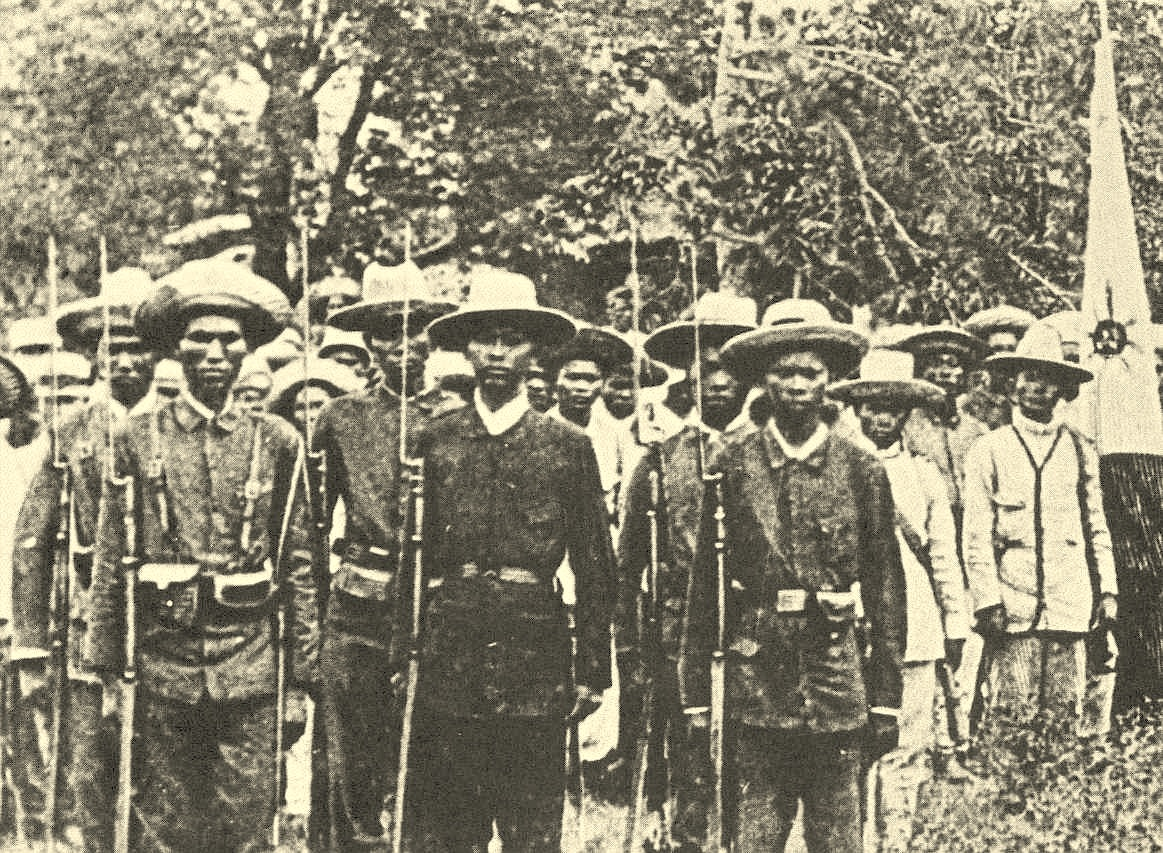
Партизани Катіпунан
Прапор Катіпунана зразка 1892 року